# Diecezja Ciudad Real
Diecezja Ciudad Real (łac. Dioecesis Civitatis Regalensis) – diecezja Kościoła rzymskokatolickiego w Hiszpanii. Należy do metropolii Toledo. Została erygowana 18 listopada 1875 jako prałatura terytorialna. 4 lutego 1980 została podniesiona do rangi diecezji.

## Główne świątynie
- Katedra: Bazylika katedralna Santa Maria del Prado w Ciudad Real

## Biskupi

### Prałaci terytorialni
- Victoriano Guisasola y Rodríguez (1877–1882)
- Antonio María Cascajares y Azara (1882–1884)
- José María Rancés y Villanueva (1886–1898)
- Casimiro Piñera y Naredo (1898–1904)
- Remigio Gandásegui y Gorrochátegui (1905–1914)
- Francisco Javier de Irastorza y Loinaz (1914–1922)
- Narciso de Esténaga y Echevarría (1922–1936)
- Emeterio Echeverria Barrena (1942–1954)
- Juan Hervás y Benet (1955–1976)
- Rafael Torija de la Fuente (1976–1980)

### Biskupi diecezjalni
- Rafael Torija de la Fuente (1980–2003)
- Antonio Algora (2003–2016)
- Gerardo Melgar Viciosa (2016–2025)
- Abilio Martínez Varea (nominat)